# El Invencible (novela)
El Invencible (en polaco Niezwyciężony) es una novela de ciencia ficción de Stanislaw Lem publicada en 1964. Esta novela es notoria por ser una de las primeras en utilizar las ideas de nanobots, inteligencia de enjambres y evolución artificial. Tiene también una temática poco común en la obra de Stanislaw Lem, al entrar en detalle acerca de armamento y tácticas de guerra.

## Resumen de la trama
La trama inicia con el arribo de una poderosa nave de guerra, El Invencible, al planeta recientemente descubierto Regis III. La tripulación del Invencible tiene como misión investigar la desaparición de la nave, Cóndor, gemela de El Invencible.  
Regis III es un planeta similar a la Tierra en muchos sentidos, pero también está casi desprovisto de vida. Durante su misión, la tripulación descubre que eso es sólo parcialmente cierto: los océanos poseen abundante vida, toda ella de gran sensibilidad a los campos electromagnéticos, y la superficie posee una única forma de "vida artificial" insectiforme, claramente de origen artificial, resultado de la evolución de máquinas autorreplicantes. Además, la tripulación del Invencible encuentra a sus homólogos de la Cóndor muertos de sed e inanición, justo al lado de intactos suministros de agua y alimentos. 
Pronto se establece la hipótesis de que alguna civilización extinta creó dichas máquinas en Regis III, posiblemente para la guerra, y que la continua confrontación de dichas formas autorreplicantes ha imitado la evolución, y ha dado lugar así a una única forma de vida artificial que domina ahora toda la superficie: minúsculas máquinas similares a insectos voladores. 
Dichos robots insectiformes parecen inofensivos al principio, pero pronto descubre la tripulación que, al ser molestados, son capaces de complejos comportamientos del tipo de los de un enjambre: entre ellos, generar enormes pulsos electromagnéticos capaces de estropear maquinaria e incluso de borrar la memoria de los seres vivientes. Varios miembros son atacados y pierden toda memoria, incluyendo la capacidad de caminar y la de beber y alimentarse solos; lo cual explica también la muerte de la tripulación de la Cóndor.
La tripulación, encolerizada, procede a atacar a los cada vez más numerosos enjambres con el mejor armamento del que disponen. Pero poco a poco, empiezan a darse cuenta del absurdo de su esfuerzo: los nanobots son imparables y derrotan cualquier ataque por la fuerza de su número y sus habilidades largamente evolucionadas, además de que literalmente forman ya parte del ecosistema de Regis III y, por lo tanto, exterminarlos sólo sería posible arrasando el planeta entero.
La novela abunda en reflexiones sobre la evolución y la inteligencia humana, y expresa que ni la inteligencia ni la complejidad biótica son necesariamente el resultado final e inevitable de la evolución: los nanobots de Regis III no poseen ni una cosa ni otra, y son sin embargo los adversarios más formidables jamás encontrados por la humanidad.
La tripulación llega a la conclusión de que la única opción lógica es abandonar el planeta y ponerlo en cuarentena; pero antes de eso, deben rescatar a un grupo de exploradores perdidos en acción. Un único voluntario se ofrece para una misión que se antoja suicida, pero que tiene cierto sentido moral para la agobiada tripulación. Dicho voluntario, desafiando el peligro, encuentra muertos a los tripulantes perdidos, pero retorna a salvo a la Invencible, para su partida del planeta.